# 毛呂城 (三河国)
毛呂城（けろじょう）は、愛知県岡崎市毛呂町字日影にあった中世の日本の城（山城）。『額田町史』によると初代城主は日近奥平家の被官（日近衆）に挙げられている大山市蔵とされている。

## 歴史
1526年に松平清康に攻められて落城し、そのまま廃城になった。